# Erioptera (Erioptera) beckeri
Erioptera (Erioptera) beckeri is een tweevleugelige uit de familie steltmuggen (Limoniidae). De soort komt voor in het Palearctisch gebied.